# Couvent des Bernardines de Chambéry
Le couvent des Bernardines de Chambéry est un ancien couvent de cisterciennes réformées situé à Chambéry dans le département de Savoie, en France.

## Localisation
Le couvent était situé en face du château de Chambéry au lieu-dit ilot des Bernardines dans la pointe d'un triangle actuellement délimité par la rue Sainte-Barbe, le faubourg Maché et l'avenue des Bernardines, entre le début de cette dernière et le chemin du Covet.

## Historique
Alors que Pierre Scarron est évêque de Grenoble et le diocèse en difficultés notoires la communauté est fondée dans une maison du faubourg Maché de Chambéry en 1644 par 5 bernardines venues de Rumilly avec Louise de Ballon qui en devient la première supérieure. Le couvent semble ne se constituer véritablement qu'en 1652  avec la construction de bâtiments et d'une église. Bien intégrées au quartier où elles rendent de nombreux services, les religieuses se retrouvent cependant rapidement confrontées à des problèmes de fonctionnement et de gestion. 
Dès 1665, elles doivent facturer 70 florins la pension viagère de leurs élèves pour assurer la survie de l'établissement. La communauté se développe néanmoins et en 1709 elle comporte 27 religieuses qui accueillent une dizaine de pensionnaires issues des meilleures familles. Mais les difficultés persistent et en 1713, alors qu'il abrite encore une vingtaine de sœurs le couvent n'offre que de 7 chambres pour les héberger. Le roi Victor-Amédée II doit leur devenir en aide et leur fournir du travail. 
Le couvent est fermé en 1792 à la suite de la Révolution et transformé en ateliers puis en appartements. Il est définitivement détruit en 1970, lors de la rénovation du faubourg Maché.

## Architecture et description
Le faubourg Maché était composé de maisons modestes souvent limitées à deux pièces en enfilade sur un ou deux niveaux avec un petit jardin à l'arrière. L'état de certaines donnent parfois au quartier un aspect de bidonville. Le couvent des Bernardines n’échappe pas à la règle et n’offre pas d'intérêt architectural particulier. Les bâtiments conventuels étaient disposés autour d’une cour avec le pensionnat et un puits au fond à l'est, le petit cimetière sur la droite en entrant. La chapelle, très simple, ouvrait sur la rue à l'ouest par sa façade principale.

## Filiations et dépendances
Chambéry est fille du couvent de Rumilly. Modeste monastère urbain, il ne disposait que de 20 arpents de terre — soit une dizaine d'hectares — pour tout patrimoine en 1713.

## Liste des abbesses
- Dès 1644 Louise de Ballon en est la première supérieure.